# Cascabela thevetioides
Cascabela thevetioides là một loài thực vật có hoa trong họ La bố ma. Loài này được (Kunth) Lippold mô tả khoa học đầu tiên năm 1980.